# شركة تاكيدا الدوائية
شركة تاكيدا الدوائية (باليابانية: 武田薬品工業株式会社) هي شركة يابانية متعددة الجنسيات للأدوية والمستحضرات الصيدلانية الحيوية. إنها أكبر شركة أدوية في آسيا وواحدة من أكبر 20 شركة أدوية في العالم من حيث الإيرادات (أعلى 10 شركات بعد الاندم معجع مشاير ). يعمل لدى الشركة أكثر من 49578 موظفًا حول العالم وحققت إيرادات بقيمة 19.299 مليار دولار أمريكي خلال السنة المالية 2018. تركز الشركة على الاضطرابات الأيضية وأمراض الجهاز الهضمي والأعصاب والالتهابات وكذلك الأورام من خلال فرعها المستقل تاكيد لالأورام. يقع مقرها الرئيسي في تشو-كو، أوساكا، ولديها مكتب في نيهونباشي، تشوأو، طوكيو. في يناير 2012، صنفت مجلة فورتشن شركة تاكيد للأورام باعتبارها واحدة من أفضل 100 شركة للعمل في الولايات المتحدة. اعتبارًا من عام 2015، تم تعيين كريستوف ويبر رئيسًا تنفيذيًا ورئيسًا لشركة تاكيدا.

## روابط خارجية
- الموقع الرسمي